# Frontinhès i Bavartès
Frontinhès i Bavartès, (en occità: Frontinhas e Bavartés) és un parçan o comarca d'Occitània situada a la Gascunya.
Segons la proposta de divisió territorial  d'Occitània del diari Jornalet, basada en l'obra de Frederic Zégierman Le Guide des pays de France, el Frontinhès i Bavartès estarien ubicats a la regió de la Gascunya, subregió del Comenge.
Oficialment, les comunes del Frontinhès i Bavartès estan adscrites administrativament i situades al sud-est del departament francès de l'Alta Garona, a la regió administrativa d'Occitània.